# San Mauro Marchesato
San Mauro Marchesato ist eine süditalienische Gemeinde (comune) in der Provinz Crotone in Kalabrien mit 1902 Einwohnern (Stand 31. Dezember 2023). Die Gemeinde liegt etwa 17 Kilometer westlich von Crotone.

## Verkehr
Durch die Gemeinde führen die Strada Statale 107b und die Strada Statale 109 della Piccola Sila von Lamezia Terme nach Cutro.